# Koninklijke Sporting Club Hasselt
El KSC Hasselt fue un equipo de fútbol de Hasselt en la provincia de Limburgo. Estaba afiliado a la Real Asociación Belga con la matrícula nº 37. En 2001 el club se fusionó con KSK Kermt para formar KS Kermt-Hasselt.

## Historia
Excelsior FC Hasselt fue fundado en 1908 y se unió a la UBSSA con la matrícula nº 37. El Excelsior Hasselt ya alcanzó series de ascenso nacional en 1911, luego a Segunda División y se mantuvo tres temporadas, hasta la Primera Guerra Mundial. En 1921 volvió a Segunda División y jugó hasta la campaña 1924/25, pero luego descendió. Una temporada más tarde, se permitió al club volver a las series nacionales, cuando se incorporó una nueva Tercera División que en adelante serviría como nivel de promoción. Hasselt siguió jugando en esa categoría hasta que el equipo ganó su grupo en 1929/30 y ascendió de nuevo a Segunda. La estancia duró tres años, hasta 1933. El club también recibió el título real ese año y se convirtió en Royal Excelsior FC Hasselt en su 25 aniversario. En 1938, justo antes de la Segunda Guerra Mundial, volvió a quedar campeón y ascendió de nuevo a Segunda División.
Sin embargo, a principios de la década de 1950, el club colapsó rápidamente. Al fin y al cabo, en 1951 volvieron a descender a Tercera División, una temporada después tuvieron que volver a caer pese a un octavo puesto. Las reformas de las Grandes Ligas crearon una nueva Cuarta División como clase de promoción y redujeron la cantidad de equipos y ligas en las ligas superiores, lo que obligó a muchos clubes a abandonar una liga. Excelsior permaneció en la Cuarta División e incluso descendió a la Primera Provincial en 1955 . El club pudo volver al Ascenso en 1957, tras dos temporadas.
En 1964 Excelsior se fusionó con Hasselt VV. Hasseltse VV se creó en 1916 a partir de una fusión y llevaba el número de matrícula 65. Este club también jugó regularmente en la serie de promoción nacional. En 1961 el Hasseltse descendió de Tercera División . En 1963 Hasselt se proclamó campeón de su serie en Cuarta División, pero descendió a causa de un fraude de competición. El club de fusión de Excelsior Hasselt y Hasseltse VV se denominó Sporting Club Hasselt , que continuó con el número 37. Los colores del club pasaron a ser verde-blanco-azul, tras el verde-blanco de Excelsior y el azul-blanco de Hasseltse.
El club comenzó en 1964/65 en la clase donde jugaba Excelsior, Cuarta División. Esa temporada, el equipo ya terminó segundo en su grupo, la temporada siguiente el SC Hasselt fue campeón y ascendió a Tercera División. A fines de la década de los años 70, SC Hasselt vivió su mejor momento. En 1977, el club ganó su grupo en Tercera División y ascendió a Segunda División, dos temporadas después ascendió a Primera División. Sin embargo, la temporada 1979/80 fue la única temporada en la historia del club al más alto nivel. Hasselt fue colista y desciende. Hasselt jugó en Segunda División hasta finales de la década de los 80, hasta que el club descendió en 1989. En 1996, el KSC Hasselt descendió aún más a la Cuarta División, dos temporadas después, el club incluso descendió a la División provincial.
KSC Hasselt en 2001 se fusionó con KSK Kermt (número de matrícula 3245). El club fusionado continuó jugando como KS Kermt-Hasselt con la matrícula 3245 de Kermt en la serie nacional. En 2003 volvió a Hasselt y cambió su nombre a KSK Hasselt.

## Palmarés
- Tercera División de Bélgica: 3

1929/30, 1937/38, 1969/70
- Promoción: 1

1965/66

## Resultados
| Temporada                                                                                   | División | División | División | División | División | Denominación                           | Puntos                                 | Observaciones                                                                                |                                        |
|                                                                                             | I        | II       | P.II     |          |          |                                        |                                        |                                                                                              |                                        |
| ------------------------------------------------------------------------------------------- | -------- | -------- | -------- | -------- | -------- | -------------------------------------- | -------------------------------------- | -------------------------------------------------------------------------------------------- | -------------------------------------- |
| Als Excelsior Football Club Hasselt                                                         |          |          |          |          |          |                                        |                                        |                                                                                              |                                        |
| 1911/12                                                                                     |          | 9        |          |          |          | Segunda Div.                           | 18                                     |                                                                                              |                                        |
| 1912/13                                                                                     |          | 9        |          |          |          | Segunda Div.                           | 16                                     |                                                                                              |                                        |
| 1913/14                                                                                     |          | 11       |          |          |          | Segunda Div.                           | 17                                     | derrota (0-1) en desempate por la salvación contra TSV Lyra                                  |                                        |
| 1914/15                                                                                     |          |          |          |          |          |                                        |                                        | Sin competición por I Guerra Mundial                                                         |                                        |
| 1915/16                                                                                     |          |          |          |          |          |                                        |                                        | Sin competición por I Guerra Mundial                                                         |                                        |
| 1916/17                                                                                     |          |          |          |          |          |                                        |                                        | Sin competición por I Guerra Mundial                                                         |                                        |
| 1917/18                                                                                     |          |          |          |          |          |                                        |                                        | Sin competición por I Guerra Mundial                                                         |                                        |
| 1918/19                                                                                     |          |          |          |          |          |                                        |                                        | Sin competición por I Guerra Mundial                                                         |                                        |
| 1919/20                                                                                     |          |          | 1        |          |          | Segunda prov. Limb.                    | 18                                     |                                                                                              |                                        |
| 1920/21                                                                                     |          |          | 1        |          |          | Segunda prov. Limb.                    | 22                                     |                                                                                              |                                        |
| 1921/22                                                                                     |          | 10       |          |          |          | Segunda Div.                           | 21                                     |                                                                                              |                                        |
| 1922/23                                                                                     |          | 10       |          |          |          | Segunda Div.                           | 20                                     |                                                                                              |                                        |
| 1923/24                                                                                     |          | 8        |          |          |          | Segunda Div. A                         | 26                                     |                                                                                              |                                        |
| 1924/25                                                                                     |          | 12       |          |          |          | Segunda Div. A                         | 19                                     |                                                                                              |                                        |
| 1925/26                                                                                     |          |          | 1        |          |          | Segunda prov. Limb.                    | 29                                     |                                                                                              |                                        |
|                                                                                             | I        | II       | III      | P.I      | P.II     | desde 1926/27 hay 3 niveles nacionales | desde 1926/27 hay 3 niveles nacionales | desde 1926/27 hay 3 niveles nacionales                                                       | desde 1926/27 hay 3 niveles nacionales |
| 1926/27                                                                                     |          |          | 4        |          |          | Tercera B                              | 35                                     |                                                                                              |                                        |
| 1927/28                                                                                     |          |          | 8        |          |          | Tercera C                              | 24                                     |                                                                                              |                                        |
| 1928/29                                                                                     |          |          | 6        |          |          | Tercera C                              | 28                                     |                                                                                              |                                        |
| 1929/30                                                                                     |          |          | 1        |          |          | Tercera C                              | 37                                     |                                                                                              |                                        |
| 1930/31                                                                                     |          | 12       |          |          |          | Segunda Div.                           | 18                                     |                                                                                              |                                        |
| 1931/32                                                                                     |          | 8        |          |          |          | Segunda Div. B                         | 26                                     |                                                                                              |                                        |
| Als Royal Excelsior Football Club Hasselt                                                   |          |          |          |          |          |                                        |                                        |                                                                                              |                                        |
| 1932/33                                                                                     |          | 14       |          |          |          | Segunda Div. B                         | 16                                     |                                                                                              |                                        |
| 1933/34                                                                                     |          |          | 9        |          |          | Tercera D                              | 26                                     |                                                                                              |                                        |
| 1934/35                                                                                     |          |          | 4        |          |          | Tercera D                              | 31                                     |                                                                                              |                                        |
| 1935/36                                                                                     |          |          | 2        |          |          | Tercera C                              | 35                                     |                                                                                              |                                        |
| 1936/37                                                                                     |          |          | 2        |          |          | Tercera C                              | 34                                     |                                                                                              |                                        |
| 1937/38                                                                                     |          |          | 1        |          |          | Tercera B                              | 39                                     |                                                                                              |                                        |
| 1938/39                                                                                     |          | 10       |          |          |          | Segunda Div. B                         | 21                                     |                                                                                              |                                        |
| 1939/40                                                                                     |          |          |          |          |          |                                        |                                        | sin competición por II Guerra Mundial                                                        |                                        |
| 1940/41                                                                                     |          |          |          |          |          |                                        |                                        | sin competición por II Guerra Mundial                                                        |                                        |
| 1941/42                                                                                     |          | 6        |          |          |          | Segunda A                              | 27                                     |                                                                                              |                                        |
| 1942/43                                                                                     |          | 10       |          |          |          | Segunda A                              | 28                                     |                                                                                              |                                        |
| 1943/44                                                                                     |          | 12       |          |          |          | Segunda Div. B                         | 22                                     |                                                                                              |                                        |
| 1944/45                                                                                     |          |          |          |          |          |                                        |                                        | sin competición por II Guerra Mundial                                                        |                                        |
| 1945/46                                                                                     |          | 7        |          |          |          | Segunda Div. B                         | 39                                     |                                                                                              |                                        |
| 1946/47                                                                                     |          | 13       |          |          |          | Segunda Div. A                         | 29                                     | Salvación por victoria en partidos de desempate (4-1 y 7-2) contra Racing Lokeren            |                                        |
| 1947/48                                                                                     |          | 8        |          |          |          | Segunda Div. B                         | 31                                     |                                                                                              |                                        |
| 1948/49                                                                                     |          | 12       |          |          |          | Segunda Div. A                         | 27                                     |                                                                                              |                                        |
| 1949/50                                                                                     |          | 8        |          |          |          | Segunda Div. B                         | 29                                     |                                                                                              |                                        |
| 1950/51                                                                                     |          | 16       |          |          |          | Segunda Div. A                         | 17                                     |                                                                                              |                                        |
| 1951/52                                                                                     |          |          | 8        |          |          | Tercera D                              | 31                                     | Descenso por reforma de la competición                                                       |                                        |
|                                                                                             | I        | II       | III      | IV       | P.I      | desde 1952/53 hay 4 niveles nacionales | desde 1952/53 hay 4 niveles nacionales | desde 1952/53 hay 4 niveles nacionales                                                       | desde 1952/53 hay 4 niveles nacionales |
| 1952/53                                                                                     |          |          |          | 5        |          | Cuarta C                               | 34                                     |                                                                                              |                                        |
| 1953/54                                                                                     |          |          |          | 12       |          | Cuarta B                               | 28                                     |                                                                                              |                                        |
| 1954/55                                                                                     |          |          |          | 14       |          | Cuarta A                               | 24                                     |                                                                                              |                                        |
| 1955/56                                                                                     |          |          |          |          | 3        | Primera prov. Limb.                    | 37                                     |                                                                                              |                                        |
| 1956/57                                                                                     |          |          |          |          | 1        | Primera prov. Limb.                    | 51                                     |                                                                                              |                                        |
| 1957/58                                                                                     |          |          |          | 5        |          | Cuarta D                               | 35                                     |                                                                                              |                                        |
| 1958/59                                                                                     |          |          |          | 6        |          | Cuarta D                               | 30                                     |                                                                                              |                                        |
| 1959/60                                                                                     |          |          |          | 13       |          | Cuarta B                               | 26                                     |                                                                                              |                                        |
| 1960/61                                                                                     |          |          |          | 10       |          | Cuarta C                               | 28                                     |                                                                                              |                                        |
| 1961/62                                                                                     |          |          |          | 6        |          | Cuarta D                               | 34                                     |                                                                                              |                                        |
| 1962/63                                                                                     |          |          |          | 9        |          | Cuarta C                               | 29                                     |                                                                                              |                                        |
| 1963/64                                                                                     |          |          |          | 7        |          | Cuarta C                               | 30                                     |                                                                                              |                                        |
| como Koninklijke Sporting Club Hasselt (fusión de R. Excelsior FC Hasselt con Hasseltse VV) |          |          |          |          |          |                                        |                                        |                                                                                              |                                        |
| 1964/65                                                                                     |          |          |          | 2        |          | Cuarta C                               | 40                                     |                                                                                              |                                        |
| 1965/66                                                                                     |          |          |          | 1        |          | Cuarta B                               | 48                                     |                                                                                              |                                        |
| 1966/67                                                                                     |          |          | 13       |          |          | Tercera B                              | 26                                     |                                                                                              |                                        |
| 1967/68                                                                                     |          |          | 4        |          |          | Tercera A                              | 36                                     |                                                                                              |                                        |
| 1968/69                                                                                     |          |          | 5        |          |          | Tercera A                              | 39                                     |                                                                                              |                                        |
| 1969/70                                                                                     |          |          | 12       |          |          | Tercera B                              | 29                                     |                                                                                              |                                        |
| 1970/71                                                                                     |          |          | 5        |          |          | Tercera A                              | 33                                     |                                                                                              |                                        |
| 1971/72                                                                                     |          |          | 3        |          |          | Tercera B                              | 41                                     |                                                                                              |                                        |
| 1972/73                                                                                     |          |          | 5        |          |          | Tercera A                              | 36                                     |                                                                                              |                                        |
| 1973/74                                                                                     |          |          | 7        |          |          | Tercera A                              | 34                                     |                                                                                              |                                        |
| 1974/75                                                                                     |          |          | 10       |          |          | Tercera B                              | 27                                     |                                                                                              |                                        |
| 1975/76                                                                                     |          |          | 3        |          |          | Tercera B                              | 38                                     |                                                                                              |                                        |
| 1976/77                                                                                     |          |          | 1        |          |          | Tercera B                              | 43                                     |                                                                                              |                                        |
| 1977/78                                                                                     |          | 9        |          |          |          | Segunda Div.                           | 29                                     |                                                                                              |                                        |
| 1978/79                                                                                     |          | 5        |          |          |          | Segunda Div.                           | 36                                     | Ganador ronda final para el ascenso con KAA Gent, KSK Tongeren y KFC Diest                   |                                        |
| 1979/80                                                                                     | 18       |          |          |          |          | Primera                                | 10                                     |                                                                                              |                                        |
| 1980/81                                                                                     |          | 4        |          |          |          | Segunda Div.                           | 34                                     | Tercero en la ronda final de ascenso con KV Mechelen, Eendracht Aalst y RFC Seraing          |                                        |
| 1981/82                                                                                     |          | 3        |          |          |          | Segunda Div.                           | 36                                     | Tercero en la ronda final de ascenso con Beerschot VAC, KRC Harelbeke y Sint-Truiden VV      |                                        |
| 1982/83                                                                                     |          | 3        |          |          |          | Segunda Div.                           | 38                                     | Último en la ronda final de ascenso con FC Beringen, Sint-Niklase SK y KRC Harelbeke         |                                        |
| 1983/84                                                                                     |          | 2        |          |          |          | Segunda Div.                           | 41                                     | Tercero en la ronda final de ascenso con Racing Jet Brussel, Racing Mechelen y Berchem Sport |                                        |
| 1984/85                                                                                     |          | 12       |          |          |          | Segunda Div.                           | 26                                     |                                                                                              |                                        |
| 1985/86                                                                                     |          | 8        |          |          |          | Segunda Div.                           | 29                                     |                                                                                              |                                        |
| 1986/87                                                                                     |          | 6        |          |          |          | Segunda Div.                           | 31                                     |                                                                                              |                                        |
| 1987/88                                                                                     |          | 10       |          |          |          | Segunda Div.                           | 28                                     |                                                                                              |                                        |
| 1988/89                                                                                     |          | 16       |          |          |          | Segunda Div.                           | 18                                     |                                                                                              |                                        |
| 1989/90                                                                                     |          |          | 7        |          |          | Tercera B                              | 33                                     |                                                                                              |                                        |
| 1990/91                                                                                     |          |          | 6        |          |          | Tercera B                              | 34                                     |                                                                                              |                                        |
| 1991/92                                                                                     |          |          | 6        |          |          | Tercera B                              | 33                                     |                                                                                              |                                        |
| 1992/93                                                                                     |          |          | 6        |          |          | Tercera B                              | 33                                     |                                                                                              |                                        |
| 1993/94                                                                                     |          |          | 12       |          |          | Tercera B                              | 26                                     |                                                                                              |                                        |
| 1994/95                                                                                     |          |          | 10       |          |          | Tercera B                              | 28                                     |                                                                                              |                                        |
| 1995/96                                                                                     |          |          | 9        |          |          | Tercera B                              | 40                                     |                                                                                              |                                        |
| 1996/97                                                                                     |          |          |          | 12       |          | Cuarta C                               | 35                                     |                                                                                              |                                        |
| 1997/98                                                                                     |          |          |          | 15       |          | Cuarta C                               | 22                                     |                                                                                              |                                        |
| 1998/99                                                                                     |          |          |          |          | 9        | Primera prov. Limb.                    | 41                                     |                                                                                              |                                        |
| 1999/00                                                                                     |          |          |          |          | 8        | Primera prov. Limb.                    | 45                                     |                                                                                              |                                        |
| 2000/01                                                                                     |          |          |          |          | 4        | Primera prov. Limb.                    | 57                                     |                                                                                              |                                        |

## Jugadores

### Jugadores destacados
| - Peter Ressel - Horst Blankenburg | - René Vandereycken - Jean-Pierre Stijnen |